# 宮崎カーフェリー
宮崎カーフェリー株式会社（みやざきカーフェリー）は、関西地区と宮崎県をフェリーで結ぶ海運会社。歴史上少なくともマリンエキスプレスの系統に属する3つの会社が存在した。
1. 日本カーフェリーの子会社として1971年に設立された会社（以下・初代法人）。関西と宮崎県を結ぶ航路を運営。1972年に日本カーフェリー（後のシーコムフェリー→マリンエキスプレス）に統合された。
2. マリンエキスプレスより2004年に分社化され2018年まで存在した会社（以下・2代目法人）。2018年3月に福岡マゼランへ商号変更。
3. 上記の2代目法人の事業を継承し2018年に設立された会社（以下・3代目法人）。

## 概要

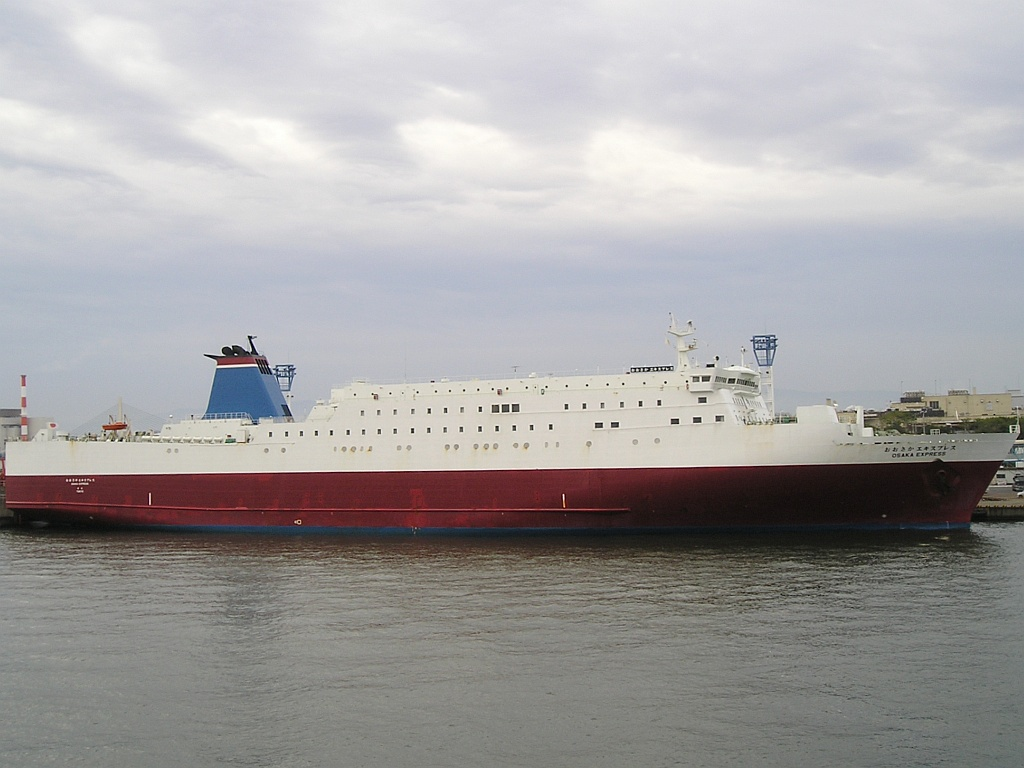
おおさかエキスプレス（大阪港 現・こうべエキスプレス）

初代法人は、1971年に日本カーフェリーと宮崎県の地元財界と共同で設立され、日向細島港から関西方面への航路を受け持ったが翌1972年に日本カーフェリーと合併。その後、2004年4月に日本カーフェリーの後身であるマリンエキスプレスより大阪 - 宮崎と貝塚 - 細島 - 宮崎の航路事業が分社化され、2代目法人が設立された。2代目法人は2018年に特別清算を行い、3代目法人が発足した。

### 企業概要
- 本社 - 宮崎県宮崎市港三丁目14番地
- 関西支店 - 兵庫県神戸市中央区新港町3番7号
- 鹿児島支店 - 鹿児島県鹿児島市西千石町11-21 鹿児島MSビル5階

### 特別清算
- 2代目法人はマリンエキスプレスから転籍した従業員の労働債務を引き継いだこともあり、当初から大幅な債務超過を余儀なくされていた。原油高を背景とする燃料費高騰を受け、貝塚航路からの撤退、燃料油価格変動調整金の導入、一部債務免除、大阪南港発着から神戸港発着への変更といったコスト削減を図り、収支改善を図っていた[6][7]。
- しかし、2009年の高速道路料金引き下げ、及び東九州自動車道延伸に伴う大分港への貨物需要流出で収益改善の見通しが立たず、また宮崎船舶から賃貸していた2隻の船舶は建造から20年以上が経過し老朽化が進行、新船建造の資金調達が課題となり、多額の債務償還の目途も立たないことから、2017年11月に特別清算を申請。金融機関などと共に地域経済活性化支援機構に支援を申し込み、3代目法人に事業譲渡を行った[6][7]。
- その後、2代目法人は2018年3月に商号を福岡マゼラン株式会社へ変更し[8]、同年8月15日に福岡地方裁判所から特別清算開始決定を受け[9][10]、翌2019年2月19日付で清算結了により法人格が消滅した[8]。

## 沿革
初代法人
- 1970年（昭和45年）
  - 3月 - 日本カーフェリーの子会社として設立[11]、資本金1億2500万円[4]。
  - 9月 - 資本金を5億円に増資[4]。
- 1971年（昭和46年）
  - 6月5日 - 神戸港（東神戸フェリーセンター） - 日向細島港間の航路を開設、日本カーフェリーから用船し「はいびすかす」を就航[11][12]。
  - 11月 - 神戸航路の第2船として「はまゆう」を就航。
  - 12月 -  神戸航路の第3船として「るぴなす」を就航。
- 1972年（昭和47年）
  - 5月 - 大阪港 - 日向細島港航路を開設、日本カー･フェリー川崎 - 日向航路の「せんとぽーりあ」、神戸航路の「はいびすかす」を転用。
  - 7月25日 - 親会社の日本カー・フェリーに吸収合併され[4]、同社が運航航路を継承[13]。

2代目法人
- 2004年（平成16年）
  - 4月 - マリンエキスプレスの幹部社員の出資により会社設立[1][14]
  - 8月 - マリンエキスプレスより大阪航路（宮崎港 - 大阪港）、貝塚航路（宮崎港 - 日向細島港 - 貝塚港）を営業譲受[14]。
  - 10月 - 貝塚航路のうち、細島港 - 宮崎港を運航休止。貝塚港 - 日向細島港間の運航とする。
- 2005年（平成17年）
  - 3月1日 - 貝塚 - 日向航路を運航休止[15]。
  - 6月- マリンエキスプレス川崎航路休止の代替として貝塚航路を宮崎 - 貝塚間で再開[16]。旧マリンエキスプレスの京浜航路に就航していた「フェニックスエキスプレス」を投入し、休止前の隔日運航から毎日運航に変更。
- 2006年（平成18年）4月30日 - 燃油価格上昇に伴い、貝塚 - 宮崎航路を休止[17]。「フェリーひむか」「フェニックスエキスプレス」は売却された。
- 2013年（平成25年）10月10日 - コスト削減のため、神戸港再開発に合わせ、関西側発着港の神戸移転計画を発表[18]。
- 2014年（平成26年）10月1日 - 大阪航路、大阪南港から神戸港新港第3突堤（神戸三宮フェリーターミナル）へ移転、神戸航路とする。マリンエキスプレス時代の1998年に廃止されて以来16年ぶりの復活となる。
- 2017年（平成29年）11月20日 - 関係会社の宮崎船舶と併せ、債務整理を目的に特別清算の申請を発表。負債は2社合計で89億3200万円（宮崎カーフェリー約15億7600万円、宮崎船舶約73億5600万円）[7][19][6]。
- 2018年（平成30年）
  - 2月16日 - 国土交通省九州運輸局より事業再生に伴う一般旅客定期航路事業の分割認可[2]。
  - 3月1日 - 2代目法人の商号を福岡マゼラン株式会社へ変更。本店所在地を福岡市中央区へ移転[8]。
  - 8月15日 - 福岡マゼランが子会社の福岡セラーン（旧・宮崎船舶）とともに福岡地方裁判所から特別清算開始決定を受ける[9][10]。
- 2019年（平成31年）2月19日 - 福岡マゼラン、福岡セラーンの法人格消滅。

3代目法人
- 2018年（平成30年）
  - 3月1日 - 地元自治体・地域経済活性化支援機構等の出資により設立、2代目法人の運航事業と宮崎船舶が保有する船舶を引き継ぐ[7][20][2]。同時に商号を株式会社宮崎ひなたから宮崎カーフェリー株式会社（3代目法人）へ変更[21]。
  - 5月8日 - 一部海域にて船内Wi-Fiの利用を開始[22]。
- 2020年（令和2年）3月6日 - 2019新型コロナウイルスに伴い、レストランでのバイキング営業を休止、弁当類販売による供食とする[23]。
- 2021年（令和3年）10月1日 - レストランのバイキング営業を再開[24]。
- 2022年（令和4年）
  - 4月15日 - 新造船「フェリーたかちほ」が就航[25]。「みやざきエキスプレス」引退。
  - 10月4日 - 新造船「フェリーろっこう」が就航[26]。「こうべエキスプレス」引退。

## 航路

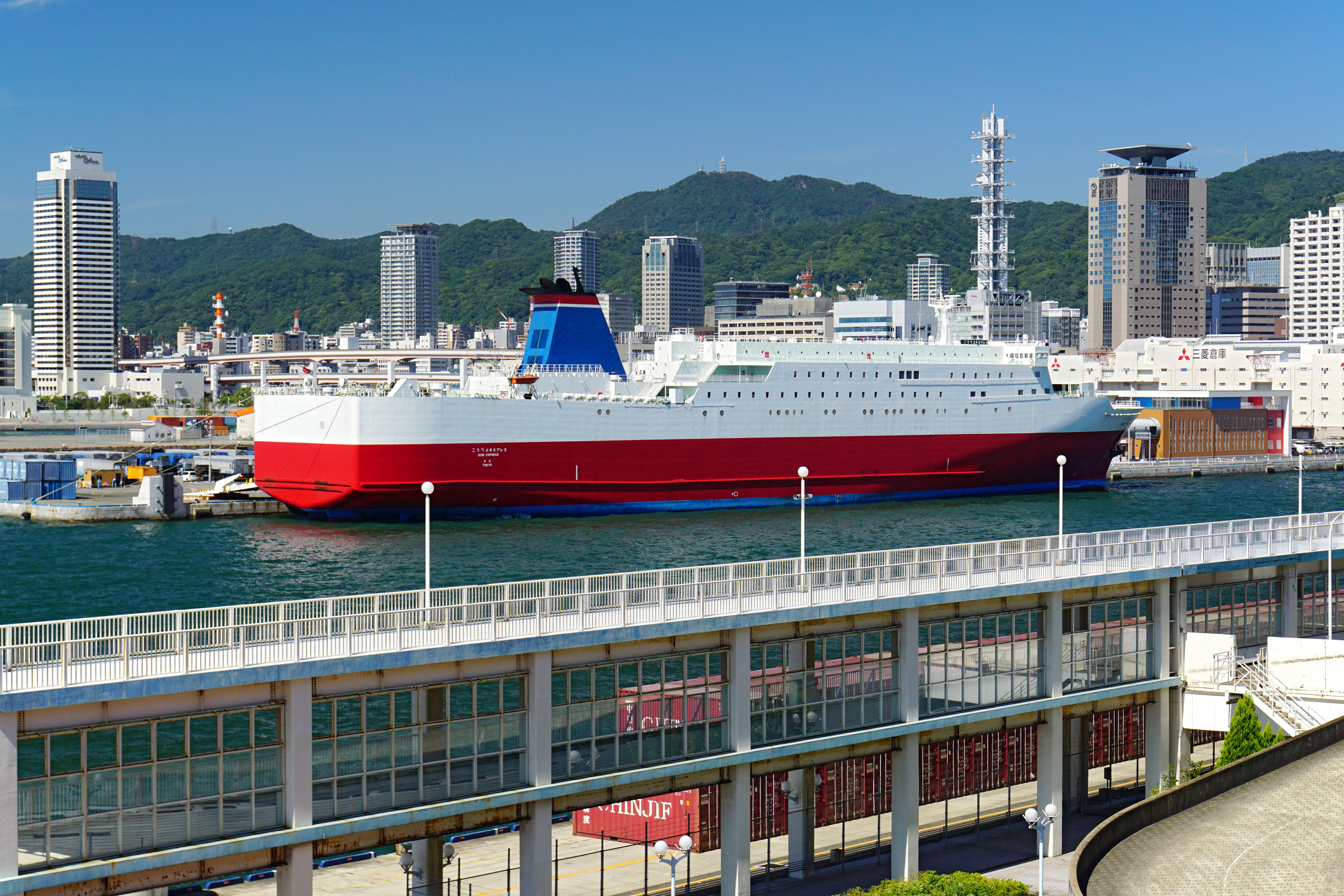
神戸三宮フェリーターミナルに接岸する「こうべエキスプレス」

### 現在就航している航路
- 宮崎港 - 神戸港・神戸三宮フェリーターミナル（2014年10月1日 - 上り下りとも毎日運航）
  - 2022年4月15日 ‐ フェリーたかちほ（14,006トン）
  - 2022年10月4日 ‐ フェリーろっこう（14,006トン）
  - 不定期に日向細島港から発着の場合あり。

### 過去の航路
初代法人
- 日向細島港 - 神戸港・東神戸フェリーセンター（1971年 - 1972年、日本カーフェリーに継承。マリンエキスプレス時代の1998年に廃止）
- 日向細島港 - 大阪港（1972年就航・同年日本カーフェリーに継承。1990年、宮崎港 - 大阪港に変更）

2代目法人
- 宮崎港 - 日向細島港 - 貝塚港（2004年8月 - 10月）
- 日向細島港 - 貝塚港（2004年10月 - 2005年2月）
- 宮崎港 - 貝塚港 （2005年6月 - 2006年5月。休止時点では、日曜日を除く毎日運航だった。）
- 宮崎港 - 大阪南港・かもめフェリーターミナル （2004年8月 - 2014年9月30日）

## 船舶

### 運航中の船舶

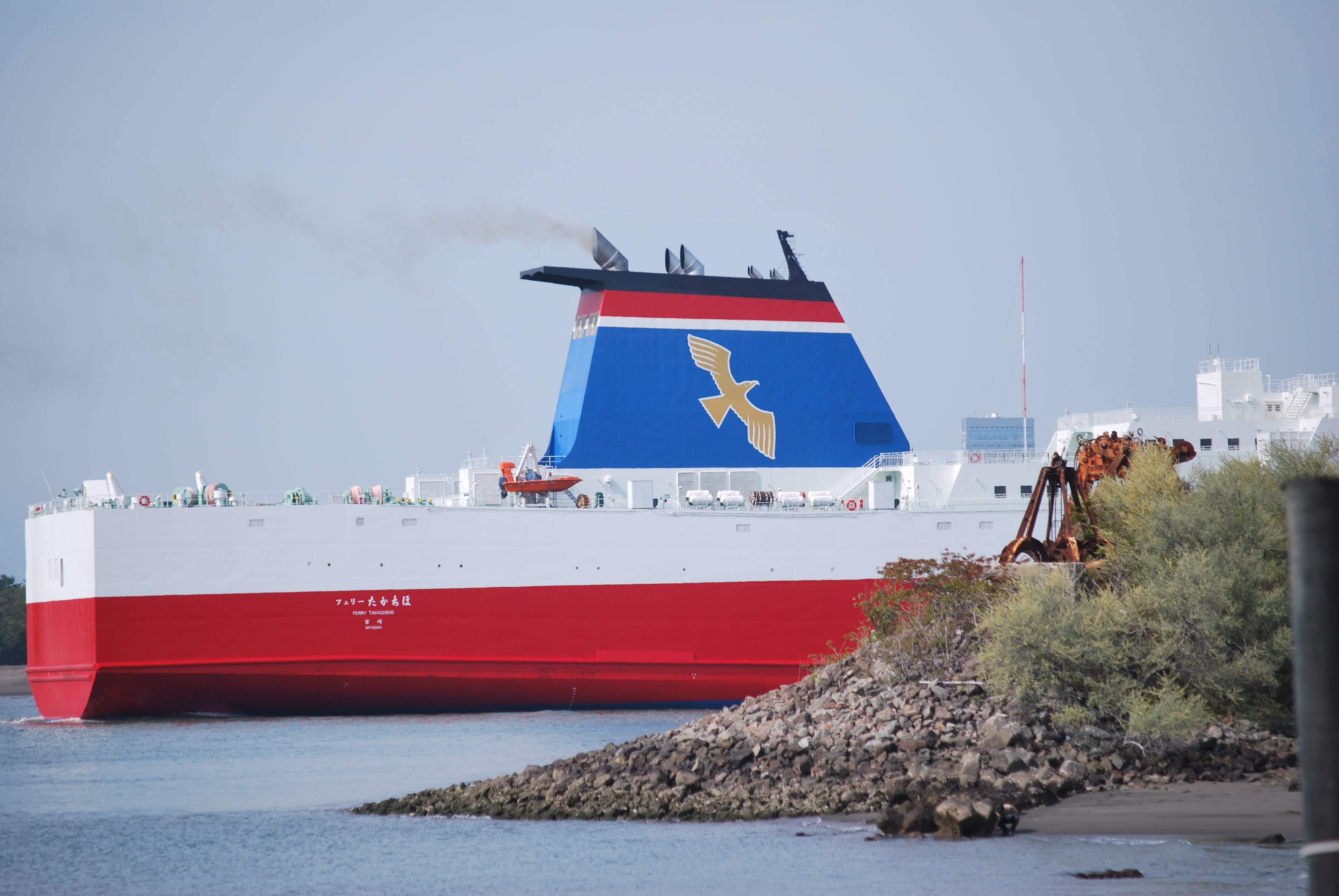
新しいファンネルマーク

船体の塗装は旧マリンエキスプレス同様下半分があずき色、上半分が白色である。ファンネルマークには旧・マリンエキスプレスの配色を引き継ぎつつ青部分に旧日本カーフェリー時代に用いられていた鳶のマークが金色の配色であしらわれる。
- フェリーたかちほ

2021年3月12日起工、2021年10月20日進水、2022年4月15日就航。
総トン数14,006トン、全長194m、幅27.6m、航海速力23ノット。
旅客定員576名。車両積載数：トラック163台・乗用車81台。内海造船因島建造。
- フェリーろっこう

2022年10月4日就航。
総トン数14,006トン、全長194m、幅27.6m、航海速力23ノット。
旅客定員576名。車両積載数：トラック163台・乗用車81台。内海造船因島建造。

### 過去に就航していた船舶

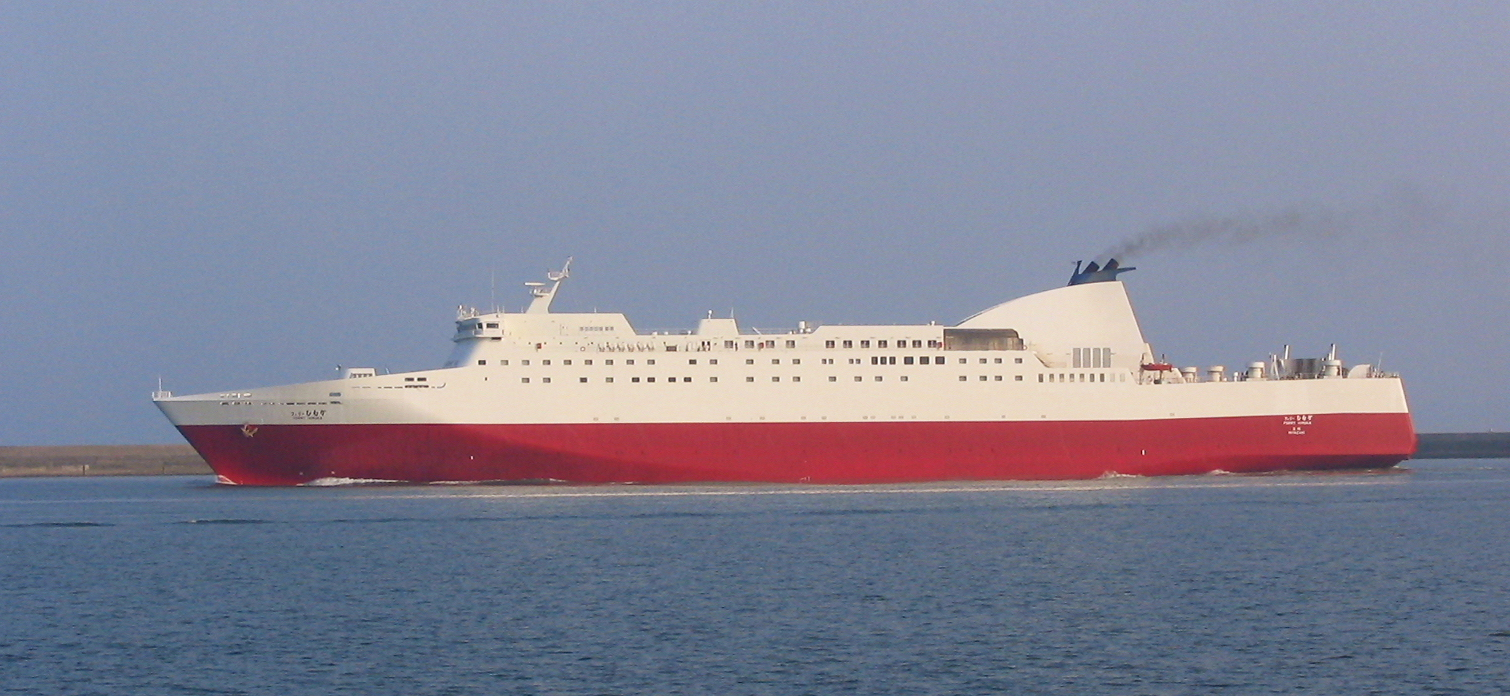
フェリーひむか（宮崎港）

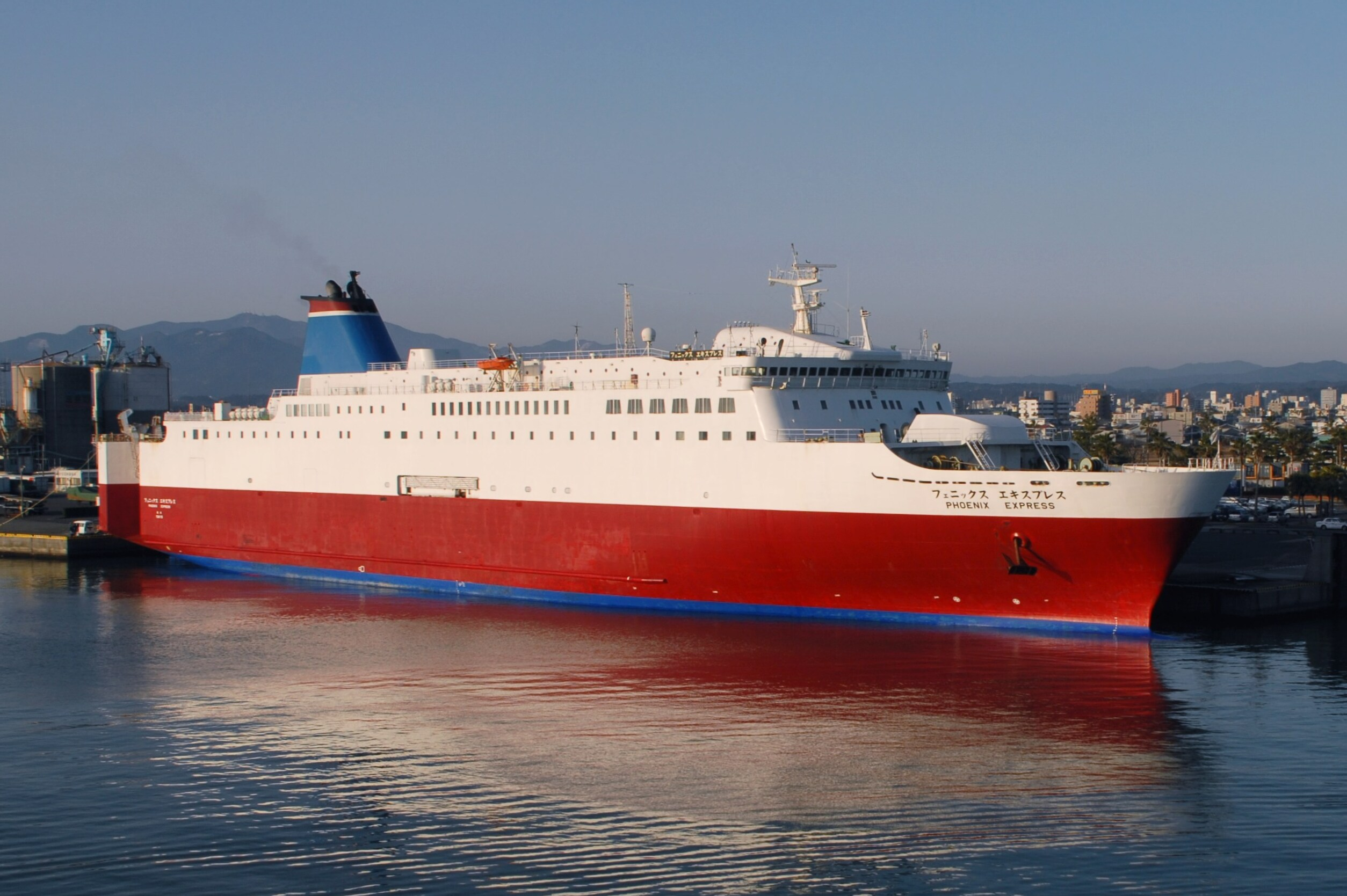
フェニックス エキスプレス

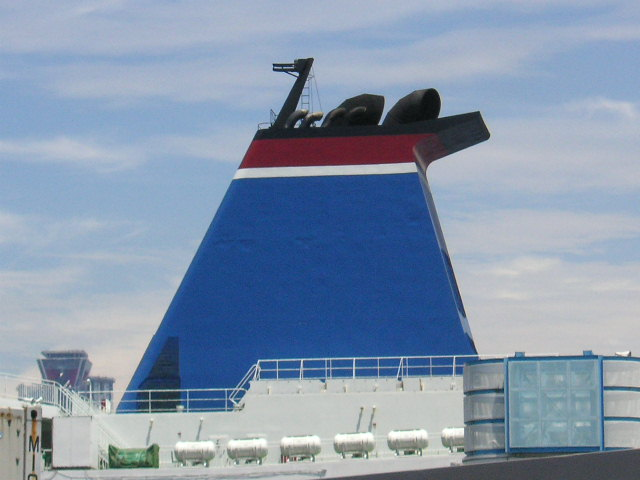
ファンネルマーク

初代法人
ファンネルマークは親会社日本カーフェリーの鳶のマークを白く塗ったものとした。
- はいびすかす

5,954総トン、全長118.0m、型幅20.40m。
1971年竣工、日本鋼管清水造船所建造。
- はまゆう

5,886総トン、全長118.0m、全幅20.4m
1971年竣工、林兼造船下関造船所建造。
航海速力20.0ノット、最高速力21.9ノット
旅客定員1,010名、車両積載数トラック40台・乗用車110台
- るぴなす

5,909総トン、全長118.0m、全幅20.4m
1971年竣工、林兼造船下関造船所建造。
航海速力20.0ノット、最高速力21.9ノット
旅客定員1,010名、車両積載数トラック40台・乗用車110台
- せんとぽーりあ

5,960総トン、全長118.0m、型幅20.40m。
1971年日本カーフェリーに就航、1972年宮崎カーフェリーに転属。
造船所　日本鋼管清水造船所
航海速力20.0ノット、最高速力21.9ノット
旅客定員1,010名、車両積載数8トントラック40台・乗用車110台
2代目法人
ファンネルマークは旧・マリンエキスプレスのファンネルマークを青一色に塗りつぶしたデザインとしていた。
- フェリーひむか

1995年7月3日起工、同年12月18日竣工、1996年3月28日初就航。
13,597総トン、全長195.95m、幅27.0m。
出力46,200ps、航海速力24.9ノット（最大27.5ノット）。航行区域：近海。
旅客定員350名（最大396名）。車両積載数：トラック154台、乗用車77台。
九越フェリー「れいんぼうべる」として就航し直江津 - 博多航路で運航されていたが、「ニューれいんぼうべる」就航後、宮崎カーフェリーに売却され「フェリーひむか」に改名。
貝塚 - 宮崎航路の休止後、2006年8月25日に他社へ売却ののち三井造船（由良）にて「FERRY HIMUKA」に改名（パナマ船籍）。のち、長崎港で係船中の同年12月8日、「ARIADNE」に改名のうえギリシャ（HellenicSeaways社）へ売却され、同15日に同国へ向け出港した。
九越フェリー時代は僚船の「れいんぼうらぶ」とともに映画「白い船」のモデルとなったほか、宮崎カーフェリー時代は映画「LIMIT OF LOVE 海猿」の撮影にも使われるなど、映画と縁の深い船であった。
- フェニックス エキスプレス

1993年6月竣工。
11,578総トン、全長170m、幅25.0m。
出力46,200ps、航海速力26.2ノット（最大27.4ノット）。
旅客定員660名。車両積載数：トラック104台、乗用車90台。
2005年6月にマリンエキスプレスより移籍、貝塚航路に就航。2006年9月26日にイタリア（コルシカ・フェリーズ社）へ売却。
- みやざきエキスプレス

1996年3月25日起工、1996年11月25日竣工、同年12月2日就航。
11,931総トン、全長170.0m、垂線間長158.00m、幅27.0m、満載喫水6.70m。

出力39,600ps、航海速力25.0ノット（最大26.55ノット）。
大錨6.975トン＊2(AC14型)  錨鎖64m/m （右)300m、（左）300m。
バウスラスター22.3t（ノミナルスラスト）左舷機軸発電源駆動。
スターンスラスタ17.5t（ノミナルスラスト）右舷軸発電源駆動。
フィンスタビライザー9m＊1組、面積9平方ｍ、発生揚力75.3トン。空船時に18m/sの風を正横から受けた場合の風圧力=70トン
旅客定員690名。車両積載数：トラック130台、乗用車85台。三菱重工業下関造船所建造。
- こうべエキスプレス

1996年11月起工、1997年7月28日就航。2022年10月4日引退。
11,933総トン、全長170.0m、幅27.0m。
出力39,600ps、航海速力25.0ノット（最大26.5ノット）。
旅客定員690名。車両積載数：トラック130台、乗用車85台。三菱重工業下関造船所建造。
大阪南港から神戸港への航路変更に伴い2014年6月に「おおさかエキスプレス」から「こうべエキスプレス」に改名。